# Lorena y Los Alebrijes
Lorena y Los Alebrijes es una agrupación musical originaria de Oaxaca de Juárez, México, en su estilo musical fusionan la música de diferentes culturas del Estado de Oaxaca en especial de la zona afro-mexicana de la Costa Chica de Oaxaca, abarcando también  sonidos étnicos de México y África con ritmos de carácter electrónico y folclórico.

## Biografía
Lorena y Los Alebrijes surgió en 1999, fundado por  Lorena Vera e Ignacio Carrillo comenzando con una escala musical afro-caribeña, conformado solamente con una guitarra acústica,  un  piano, una sección de percusión, un bajo, una  batería y un trombón. Ambos músicos estaban trabajando en la creación de un proyecto cultural que fuera artístico, estético, histórico y social. Tras una  intensa investigación y experimentación de ambos acerca de los sonidos de distintas culturas, Los Alebrijes se convirtió en un proyecto que demandaba una mayor influencia instrumental y de composición híbrida con sonidos modernos pero sin dejar atrás la cultura mexicana y en especial la de los pueblos negros. 
En 2001 esta banda se consolidó como un octeto de músicos promoviendo su trabajo musical al que titularon “Son de La Calavera” en esta propuesta su sonido estaba conformado como una de las estructuras identificativas de un pueblo.  Fue hasta 2006 que esta agrupación lanza su primer álbum de estudio titulado “Re percusión Negra”,  el cual incluye chilenas y sones de los estados de Oaxaca y Guerrero en el que mezclaron ritmos como: jazz, chilena, cumbia, rock y rap, con este material se dieron a conocer rápidamente en México ya que su estilo sonó novedoso y alternativo.
Después de diversas giras estatales, nacionales e internacionales  para promocionar su primer disco, la banda se ha ido impregnando de nuevas influencias sonoras que han sido plasmadas en su trabajo más reciente “Cuerdas en el Cielo” en esta producción experimentaron con nuevos estilos, envolviéndose en un género más alternativo. Las piezas de estilo percusión  fueron combinadas con sonidos eléctricos y pop, con solos de guitarras distorsionadas e integración de un estilo más moderno.
Lorena y Los Alebrijes han participado en importantes festivales internacionales dentro y fuera de la República Mexicana teniendo presencia en México, Estados Unidos, Francia y Canadá.

## Proyectos musicales

### Re percusión negra
Re percusión Negra es un proyecto que surgió de diversas necesidades culturales para rescatar y dar a conocer la esencia de los pueblos negros de México el cual plasmaron en su primer álbum musical que dieron a conocer el 24 de junio de 2006 en el “Museo Nacional de Las Culturas Populares de México”, las 19 piezas que lo componen este material son herencia de los ritmos africanos que llegaron a México para trascender hasta la fecha. Este disco contiene corridos, sones y chilenas, además de expresiones actuales como rock, hip-hop, rap o jazz. Las canciones incluidas en este disco son composiciones de Lorena Vera, Álvaro Carrillo, Ignacio Carrillo, Armando Chacha, Marino Mariano, Iván Sánchez, José Elorza, José Ramos, Liliana Felipe y temas del dominio público.

### Rekindio
Rekindio surgió en 2006 como una colaboración musical entre Lorena Vera y Bernanrdo Sandoval (primer premio de guitarra en la Unión Europea y España). En marzo de 2009 se presentó por primera vez el concierto "Rekindio" en la ciudad de Toulouse, Francia, en el Auditórium Saint Pierre Des Cuisines, con la composición y guitarra de Bernardo Sandoval, y Lorena Vera en la voz, con el coro y la orquesta del Conservatorio de Toulouse bajo la dirección de Gerard Durán. Todo comenzó a gestarse a finales del 2006, cuando Sandoval se propuso componer un réquiem, en el que pidiera perdón por la matanza de indígenas mexicanos, hace más de 500 años. La conquista, fue el tema que decidió abordar este músico y para el cual escogió a una mujer que no sólo tuviera una potente voz, sino una espiritualidad que lo dejó sorprendido desde la primera vez que la escuchó.
En 2007 Berardo buscó a Lorena Vera para invitarla a formar parte de su proyecto "Rekindio" el cual entrelaza la música, el canto y la pintura, para ello invitó al artista César Núñez, quien realizó un a serie de cuadros que presentó en una exposición en el Museo de lo Pintores Oaxaqueños (MUPO), a principios de 2009, en donde también se dieron a conocer algunas piezas de esta misa de Réquiem e Indio, "Rekindio" es una sanación y exploración de la convivencia y sincretismo post-colombino. Sonia Páramo, realizadora francesa y miembro de la productora "Les Films Figures Libres"; donde hace más de diez años se dedican a producción y dirección de documentales independientes sobre historia, música y actuaciones en vivo, conoció a Bernardo Sandoval hace más de cuatro años, su inquietud y curiosidad le hizo proponerle al músico filmar el proceso de Rekindio y seguirlo a todas partes, así logró concluir el trabajo Rekindio; diario de una creación musical el cual fue estrenado el 16 de febrero de 2010 en Oaxaca. Este documental da cuenta del gran impacto de la obra de Sandoval y la recopilación y difusión de la música de Oaxaca de Lorena Vera quien, en el estreno de la obra se presentó ataviada con una indumentaria tradicional de la Mixteca para expresar el dolor de los pueblos, en este acto interpretó piezas en zapoteco de la Sierra.

## Estilo y concepto musical
El estilo de Los Alebrijes  va desde la chilena, el Nacionalismo Mexicano, el corrido, el rock, música electrónica, jazz, y blues que le dan a la banda un carácter tropical que complementa la sonoridad del proyecto basándose principalmente en los ritmos de las costas y pueblos negros de Oaxaca y Guerrero  promoviendo la cultura de comunidades marginadas a través de la música, su estilo musical es contemporáneo y regional resultado de investigar los sonidos de las costas e instalarlo en el presente sonoro haciendo una fusión de ritmos por lo que su género musical ellos lo definen como world music
.

## Discografía
- Re percusión negra (2006)
- Cuerdas sobre el cielo (2012)

## Miembros actuales
- Lorena Vera: Voz.
- Ignacio Carrillo: Percusión latina y  Percusión afromexicana.
- Jorge Villanueva: Piano.
- Juan Limeta: Trombón, Clarinete.
- Mike Pérez: Teclados.
- Jesús Medina: Guitarra acústica y Guitarra eléctrica.
- José Silva: Batería.
- Fernando Arias: Güiro, Timbales.
- Alejandro Villanueva: Bajo.
- Onésimo García: Trompeta.
- Arodi Marínez: Saxofón tenor, Saxofón alto
- Javier Hernández: Flauta.
- Omar Portugal: Marimbol.

## Reconocimientos
- 2008.- "Tangola, tangola", el primer sencillo del primer álbum de estudio de este grupo, fue elegido como mejor canción y mejor composición  en el “Top chart de world music de París”.[6]
- 2010.- Ciudadanos distinguidos de la Ciudad de Oaxaca por su labor de investigación, recopilación y difusión de la cultura negra a través de la música.